# Xã Running Bird, Quận Mellette, Nam Dakota
Xã Running Bird (tiếng Anh: Running Bird Township) là một xã thuộc quận Mellette, tiểu bang Nam Dakota, Hoa Kỳ. Năm 2010, dân số của xã này là 23 người.